# Provincia de Como
Como (en italiano: Provincia di Como) es una provincia italiana de la región de Lombardía, ubicada en el norte de Italia. Su capital y ciudad más poblada es Como.
Tiene un área de 1288 km², y una población total de 595.714 hab. (2023). Hay 148 comuni (municipios) en la provincia.
Limita al norte y al oeste con Suiza (cantones de Tesino y Grisones), al este con la provincia de Sondrio y la provincia de Lecco, al sur con la provincia de Monza y Brianza y al oeste con la provincia de Varese.
Posee un exclave en territorio suizo (municipio de Campione d'Italia).

## Municipios
La capital provincial es Como. La provincia se divide en los siguientes 148 municipios:
- Albavilla
- Albese con Cassano
- Albiolo
- Alserio
- Alta Valle Intelvi
- Alzate Brianza
- Anzano del Parco
- Appiano Gentile
- Argegno
- Arosio
- Asso
- Barni
- Bellagio
- Bene Lario
- Beregazzo con Figliaro
- Binago
- Bizzarone
- Blessagno
- Blevio
- Bregnano
- Brenna
- Brienno
- Brunate
- Bulgarograsso
- Cabiate
- Cadorago
- Caglio
- Campione d'Italia
- Cantù
- Canzo
- Capiago Intimiano
- Carate Urio
- Carbonate
- Carimate
- Carlazzo
- Carugo
- Caslino d'Erba
- Casnate con Bernate
- Cassina Rizzardi
- Castelmarte
- Castelnuovo Bozzente
- Cavargna
- Centro Valle Intelvi
- Cerano d'Intelvi
- Cermenate
- Cernobbio
- Cirimido
- Claino con Osteno
- Colonno
- Colverde
- Como
- Corrido
- Cremia
- Cucciago
- Cusino
- Dizzasco
- Domaso
- Dongo
- Dosso del Liro
- Erba
- Eupilio
- Faggeto Lario
- Faloppio
- Fenegrò
- Figino Serenza
- Fino Mornasco
- Garzeno
- Gera Lario
- Grandate
- Grandola ed Uniti
- Gravedona ed Uniti
- Griante
- Guanzate
- Inverigo
- Laglio
- Laino
- Lambrugo
- Lasnigo
- Lezzeno
- Limido Comasco
- Lipomo
- Livo
- Locate Varesino
- Lomazzo
- Longone al Segrino
- Luisago
- Lurago Marinone
- Lurago d'Erba
- Lurate Caccivio
- Magreglio
- Mariano Comense
- Maslianico
- Menaggio
- Merone
- Moltrasio
- Monguzzo
- Montano Lucino
- Montemezzo
- Montorfano
- Mozzate
- Musso
- Nesso
- Novedrate
- Olgiate Comasco
- Oltrona di San Mamette
- Orsenigo
- Peglio
- Pianello del Lario
- Pigra
- Plesio
- Pognana Lario
- Ponna
- Ponte Lambro
- Porlezza
- Proserpio
- Pusiano
- Rezzago
- Rodero
- Ronago
- Rovellasca
- Rovello Porro
- Sala Comacina
- San Bartolomeo Val Cavargna
- San Fermo della Battaglia
- San Nazzaro Val Cavargna
- San Siro
- Schignano
- Senna Comasco
- Solbiate con Cagno
- Sorico
- Sormano
- Stazzona
- Tavernerio
- Torno
- Tremezzina
- Trezzone
- Turate
- Uggiate-Trevano
- Val Rezzo
- Valbrona
- Valmorea
- Valsolda
- Veleso
- Veniano
- Vercana
- Vertemate con Minoprio
- Villa Guardia
- Zelbio